# Rohese de Verdon
Rohese de Verdon (auch Rose de Verdon oder Roesia de Verdun) (* um 1204; † 10. Februar 1247) war eine anglonormannische Adlige, die über Grundbesitz in Irland und England verfügte.

## Leben
Rohese de Verdon wurde um 1204 als Enkelin von Bertram de Verdon (III.) geboren, dem nach der anglonormannischen Eroberung von Irland im Jahr 1169 umfangreiche Ländereien in Louth zugesprochen worden waren. Er war ein Vertrauter von Heinrich II. und von dessen Sohn John und hatte weiteren Landbesitz in Belton, Leicestershire, sowie in Alton in Staffordshire. Rohese de Verdon war das einzige Kind von Betrams Sohn Nicholas und Erbin des gesamten Grundbesitzes.
Nach dem 4. September 1225 wurde sie mit Theobald le Botiller (Theobald Butler), einen Sohn von Theobald fitz Walter und dessen Frau Maud le Vavasour verheiratet. Er war Erbe des Landbesitzes der Ormondes im County Munster; sie war seine zweite Frau und gebar ihm mindestens zwei Kinder. Diese Ehe wurde aus politischen Gründen auf Druck von Heinrich III. geschlossen, und es scheint, dass Rohese sich zunächst verweigerte. Wie aus Unterlagen des Klosters Grace Dieu hervorgeht, war es ihre zweite Ehe; die Identität ihres ersten Mannes ist unbekannt. Nach der Heirat mit Butler behielt Rohese ihren Geburtsnamen. Auch ihre Söhne trugen diesen Namen, wohl um klarzustellen, dass sie nicht Erbe der Ormondes, sondern der Familie de Verdon waren.
Theobald starb im Juli 1230 während des Frankreichfeldzugs von Heinrich III. im Poitou. Die Witwe wurde, rechtlich gesehen, zu einer femme sole, stand also nicht mehr unter der Vormundschaft eines Mannes. Rohese de Verdon beantragte die Übereignung des Erbes an sie, wozu der König Heinrich III. seinen Justiciar im April 1233 ermächtigte. Sie war nun die rechtmäßige Besitzerin aller Ländereien ihrer Familie sowie weiteren Landbesitzes, den sie von ihrem Mann geerbt hatte. Sie zahlte ein Bußgeld von 700 Mark, um sich davon freizukaufen, zu einer neuerlichen Ehe genötigt zu werden.

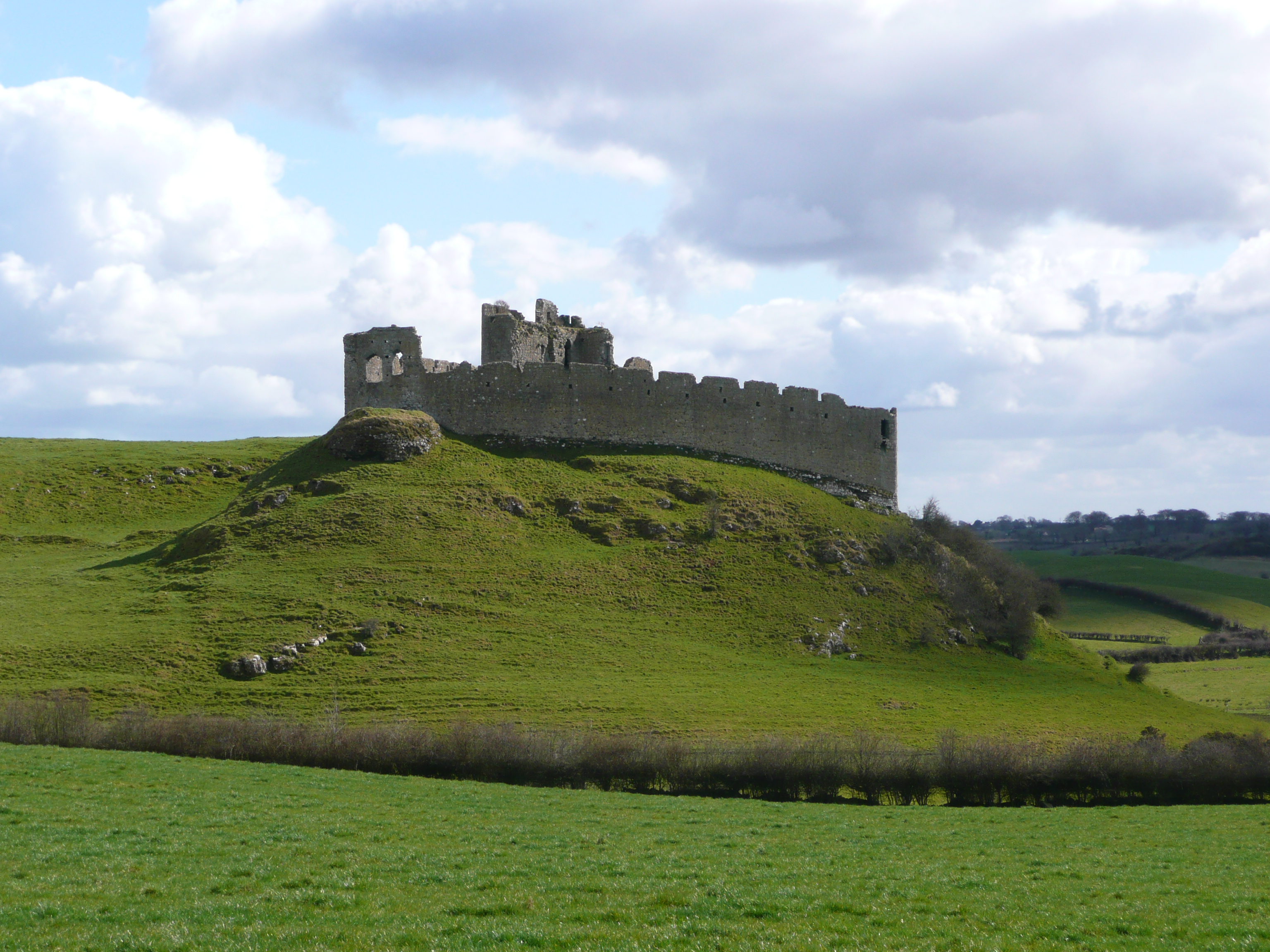
Ruine von Castle Roche, das Rohese de Verdon 1236 errichten ließ

1233 konnte Rohese den Streit mit der Familie de Lacy beilegen, den ihr Vater Nicholas de Verdon um 1210 wegen der Mitgift der Heirat seiner Schwester Lescelina mit Hugh de Lacy begonnen hatte. 1245 schloss sie schließlich mit Hugh de Lacy eine Vereinbarung. Nach dieser erhielt er £ 200, im Gegenzug verzichtete er auf die Hälfte der Verdon-Besitzungen in Louth, die er beanspruchte. Die Lehen, die er bereits zuvor an Gefolgsleute vergeben hatte, durften diese behalten, sofern sie nun Vasallen von Rohese wurden.
Rohese de Verdon erwies sich als gute Verwalterin ihres Erbes und soll nach Irland gezogen sein. Es gibt allerdings Historiker, die bezweifeln, dass sie jemals irischen Boden betrat. In Irland soll Rohese 1236 mit dem Bau der Höhenburg Castle Roche im County Louth begonnen haben, zur Verteidigung ihrer Ländereien gegen Plünderer. Diese Burg, die auf einem felsigen Vorsprung sieben Meilen nordwestlich von Dundalk steht, war dank ihrer Lage und Bauweise praktisch uneinnehmbar. Sie diente als Grenzburg zwischen den gälischen und den „englischen“ Iren und wurde von der lokalen Bevölkerung als Machtdemonstration empfunden. Anschließend erhielt sie vom König die Erlaubnis, eine weitere Burg bauen zu lassen.
Um Rohese de Verdon und Castle Roche ranken sich einige Legenden. In einer dieser Geschichten heißt es, Rohese habe den Erbauer der Burg aus einem Fenster, das später „Mordfenster“ genannt wurde, werfen lassen, damit er keine weitere Burg nach demselben Plan bauen lassen könne. Eine andere Legende erzählt, dass Rohese an der Spitze ihrer Männer gegen gälische Feinde, die O’Hanlons, geritten sein soll. Danach soll sie eine entschlossene Kämpferin gewesen sein und einen Panzer getragen haben. Sie wird oft als mächtige und mitunter bösartige Person dargestellt, die sich wie ein Mann verhielt und wenig Skrupel hatte. Die Legenden charakterisieren sie als eine Frau von ungewöhnlicher Tatkraft und Entschlossenheit, insbesondere zu ihrer Zeit.
Rohese de Verdon unterstützte das von ihrem Großvater Bertram gegründete Zisterzienserkloster Croxden Abbey, das sie „meine Abtei“ nannte. Ab 1235 gründete sie das Augustinerinnen-Kloster Grace Dieu in Thringstone in Leicestershire. 1242 zog sie sich dorthin als Nonne zurück. Sie starb im Jahre 1247 und wurde in Grace Dieu beerdigt. Nach der Auflösung des Klosters im Jahre 1538 durch Heinrich VIII. wurde sie in der Pfarrkirche von Belton in einem Sarkophag bestattet.

## Nachkommen
Mit ihrem Mann Theobald le Botiller hatte sie mehrere Kinder, darunter:
- Maud le Botiller

1. ⚭ John Fitzalan II (1223–1267)
2. ⚭ Richard de Amundeville († 1283)

- Theobald de Verdon
- John de Verdon (um 1226–1274)
- Nicholas

Ihr Erbe wurde schließlich ihr Sohn John de Verdon.